# 名誉都民
名誉都民（めいよとみん）は、東京都が功労ある都民を顕彰するために贈呈する栄誉称号。

## 概要
名誉都民の称号は、東京都が1952年（昭和27年）に制定した東京都名誉都民条例（昭和27年9月27日東京都条例第76号）に基づき、「社会文化の興隆に功績があつた者に対し、その功績をたたえ、もつて都民敬愛の対象として顕彰することを目的」として贈られている（条例第1条）。
同称号を贈られる条件として、対象者は「公共の福祉を増進し、又は学術・技芸の進展に寄与し、もつて都民の生活及び文化に貢献し、その功績が卓絶で都民の尊敬を受ける者」「都に引続き十年以上居住している者若しくは二十年以上居住したことのある者で、広く社会文化に貢献し、又は都の発展、都民生活の向上に尽すいし、その功績が卓絶で都民が郷土の誇りとして尊敬する者」であることが定められているが（条例第2条）、後者の居住期間については特に必要があると認められるときには短縮することが可能である。
名誉都民号の贈呈については、東京都知事が東京都議会の同意の上で選定することが定められており（条例第3条）、実際は東京都名誉都民選考委員会が候補者を選定している。また、「親善その他の目的で、都の賓客として来日した外国人」に対しては、知事が条例第2条や第3条にかかわらず同称号を贈ることも可能である（条例第7条）。
また、称号とともに東京都章をあしらった名誉都民章（富永直樹によるデザイン）も贈られる。

## 名誉都民一覧
名誉都民の称号を贈られた人物は以下の通り。政治、経済、医療、福祉、文化、芸能、学術、教育、国際交流、スポーツなど、各分野で功績のあった都民に対して称号の贈呈がなされてきた。
2024年（令和6年）10月1日現在、132人の名誉都民が選定されている。そのうち存命者は29人で、2004年（平成16年）までに同称号を贈られた人物は全員物故者となった。

### 昭和時代
| 贈呈番号 | 贈呈年月日                | 氏名                       | 職業・経歴など                             |
| -------- | ------------------------- | -------------------------- | ------------------------------------------ |
| 1        | 1953年（昭和28年）10月1日 | 尾崎行雄                   | 政治家（元東京市長）                       |
| 2        | 1953年（昭和28年）10月1日 | 牧野富太郎                 | 植物学者                                   |
| 3        | 1954年（昭和29年）10月1日 | 塩田広重                   | 外科医（元日本医科大学学長）               |
| 4        | 1954年（昭和29年）10月1日 | 徳永恕                     | 社会事業家（元東京都社会福祉事業協会理事） |
| 5        | 1954年（昭和29年）10月1日 | 長谷川如是閑               | ジャーナリスト                             |
| 6        | 1954年（昭和29年）10月1日 | ウィリアム・アキスリング   | 宣教師・社会事業家                         |
| 7        | 1955年（昭和30年）10月1日 | 川合玉堂                   | 日本画家                                   |
| 8        | 1955年（昭和30年）10月1日 | 前田多門                   | 政治家（元東京市助役）                     |
| 9        | 1962年（昭和37年）1月9日  | 安井誠一郎                 | 政治家（元東京都知事）                     |
| 10       | 1965年（昭和40年）5月3日  | 14世喜多六平太             | 能楽師                                     |
| 11       | 1965年（昭和40年）5月3日  | 小泉信三                   | 経済学者（元慶應義塾長）                   |
| 12       | 1965年（昭和40年）5月3日  | 徳川夢声                   | 漫談家                                     |
| 13       | 1965年（昭和40年）5月3日  | 武者小路実篤               | 小説家                                     |
| 14       | 1965年（昭和40年）5月3日  | ノエル・ヌエット           | 詩人・画家                                 |
| 15       | 1980年（昭和55年）10月1日 | 石綿さたよ                 | 社会事業家（元社会福祉法人愛児の家理事長） |
| 16       | 1980年（昭和55年）10月1日 | 奥村土牛                   | 日本画家                                   |
| 17       | 1980年（昭和55年）10月1日 | 北村西望                   | 彫刻家                                     |
| 18       | 1980年（昭和55年）10月1日 | 野上弥生子                 | 小説家                                     |
| 19       | 1980年（昭和55年）10月1日 | 宮下知一郎                 | 社会事業家（元民生委員）                   |
| 20       | 1980年（昭和55年）10月1日 | 山崎喜作                   | 政治家（元中野区議会議長）・スポーツ振興家 |
| 21       | 1981年（昭和56年）10月1日 | 東龍太郎                   | 政治家（元東京都知事）                     |
| 22       | 1981年（昭和56年）10月1日 | 賀川ハル                   | 社会運動家（元社会福祉法人雲柱社理事長）   |
| 23       | 1981年（昭和56年）10月1日 | 児玉九十                   | 教育者（学校法人明星学苑創立者）           |
| 24       | 1981年（昭和56年）10月1日 | 上代たの                   | 英文学者（元日本女子大学長）               |
| 25       | 1982年（昭和57年）10月1日 | 藤田たき                   | 女性運動家（元津田塾大学長）               |
| 26       | 1982年（昭和57年）10月1日 | 阿観心                     | 社会事業家（元社会福祉法人至誠学舎理事長） |
| 27       | 1983年（昭和58年）10月1日 | 黒川利雄                   | 医師（癌研究会附属病院名誉院長）           |
| 28       | 1983年（昭和58年）10月1日 | 司忠                       | 実業家（元丸善社長）                       |
| 29       | 1984年（昭和59年）10月1日 | 中川一政                   | 洋画家                                     |
| 30       | 1984年（昭和59年）10月1日 | 松本重治                   | ジャーナリスト（元国際文化会館理事長）     |
| 31       | 1985年（昭和60年）10月1日 | 和達清夫                   | 地球物理学者                               |
| 32       | 1985年（昭和60年）10月1日 | 織田幹雄                   | 陸上競技選手                               |
| 33       | 1986年（昭和61年）10月1日 | 土屋文明                   | 歌人                                       |
| 34       | 1986年（昭和61年）10月1日 | 近藤乾三                   | 能楽師                                     |
| 35       | 1987年（昭和62年）10月1日 | 岩本薫                     | 囲碁棋士（元日本棋院理事長）               |
| 36       | 1987年（昭和62年）10月1日 | 荒垣秀雄                   | ジャーナリスト                             |
| 37       | 1988年（昭和63年）9月20日 | 中村汀女                   | 俳人                                       |
| 38       | 1988年（昭和63年）10月1日 | 2代目芳村五郎治            | 長唄唄方                                   |
| 39       | 1988年（昭和63年）12月5日 | マイケル・マンスフィールド | 駐日アメリカ合衆国大使                     |

### 平成・令和時代
| 贈呈番号 | 贈呈年月日                | 氏名             | 職業・経歴など                                             |
| -------- | ------------------------- | ---------------- | ---------------------------------------------------------- |
| 40       | 1989年（平成元年）10月1日 | 武原はん         | 日本舞踊家                                                 |
| 41       | 1989年（平成元年）10月1日 | 有光次郎         | 官僚（文部次官）                                           |
| 42       | 1990年（平成2年）10月1日  | 井伏鱒二         | 小説家                                                     |
| 43       | 1990年（平成2年）10月1日  | 中城イマ         | 社会事業家（元社会福祉法人多摩同胞会理事長）               |
| 44       | 1991年（平成3年）10月1日  | 田中千代         | 服飾デザイナー（学校法人田中千代学園創立者）               |
| 45       | 1991年（平成3年）10月1日  | 杉山寧           | 日本画家                                                   |
| 46       | 1991年（平成3年）11月2日  | 醍醐安之助       | 政治家（元東京都議会議長）                                 |
| 47       | 1992年（平成4年）10月1日  | 磯村英一         | 都市社会学者（元東洋大学長）                               |
| 48       | 1992年（平成4年）10月1日  | 杉村春子         | 俳優                                                       |
| 49       | 1993年（平成5年）10月1日  | 井深大           | 実業家（ソニー創業者）                                     |
| 50       | 1993年（平成5年）10月1日  | 香川綾           | 栄養学者（学校法人香川栄養学園創立者）                     |
| 51       | 1993年（平成5年）10月1日  | 古井喜実         | 官僚・政治家（日中友好会館会長）                           |
| 52       | 1994年（平成6年）10月1日  | 吾妻徳穂         | 日本舞踊家                                                 |
| 53       | 1994年（平成6年）10月1日  | 金子鷗亭         | 書家                                                       |
| 54       | 1995年（平成7年）10月1日  | 松島正儀         | 社会事業家（元社会福祉法人東京育成園理事長）               |
| 55       | 1995年（平成7年）10月1日  | 脇村義太郎       | 経済学者（元日本学士院長）                                 |
| 56       | 1996年（平成8年）10月1日  | 青木半治         | スポーツ指導者（元日本陸上競技連盟会長）                   |
| 57       | 1996年（平成8年）10月1日  | 黒澤明           | 映画監督                                                   |
| 58       | 1997年（平成9年）10月1日  | 加藤シヅエ       | 政治家（元衆議院議員・元参議院議員）                       |
| 59       | 1997年（平成9年）10月1日  | 鈴木俊一         | 政治家（元東京都知事）                                     |
| 60       | 1998年（平成10年）10月1日 | 森繁久彌         | 俳優                                                       |
| 61       | 1998年（平成10年）10月1日 | 日野原重明       | 医師（元聖路加看護大学長）                                 |
| 62       | 1998年（平成10年）10月1日 | 森光子           | 俳優                                                       |
| 63       | 1999年（平成11年）10月1日 | 田中澄江         | 脚本家                                                     |
| 64       | 1999年（平成11年）10月1日 | 三田政吉         | 実業家（元明治座会長）                                     |
| 65       | 1999年（平成11年）10月1日 | 5代目柳家小さん  | 落語家                                                     |
| 66       | 2000年（平成12年）10月1日 | 隅谷三喜男       | 経済学者（元学校法人恵泉女学園理事長）                     |
| 67       | 2000年（平成12年）10月1日 | 山田五十鈴       | 俳優                                                       |
| 68       | 2001年（平成13年）10月1日 | 金田一春彦       | 国語学者                                                   |
| 69       | 2001年（平成13年）10月1日 | 小宮康孝         | 染織家                                                     |
| 70       | 2001年（平成13年）10月1日 | 島田正吾         | 俳優                                                       |
| 71       | 2002年（平成14年）10月1日 | 山下八百子       | 染織家                                                     |
| 72       | 2003年（平成15年）10月1日 | 小柴昌俊         | 物理学者（ノーベル物理学賞受賞者）                         |
| 73       | 2004年（平成16年）10月1日 | 緒方貞子         | 国際政治学者（国際連合難民高等弁務官）                     |
| 74       | 2004年（平成16年）10月1日 | 篠原儀治         | 風鈴職人                                                   |
| 75       | 2004年（平成16年）10月1日 | 宮城まり子       | 俳優・社会事業家                                           |
| 76       | 2005年（平成17年）10月1日 | 岸本忠雄         | 彫刻家                                                     |
| 77       | 2005年（平成17年）10月1日 | 野村萬           | 能楽師                                                     |
| 78       | 2005年（平成17年）10月1日 | 古橋廣之進       | 水泳選手                                                   |
| 79       | 2006年（平成18年）10月1日 | ドナルド・キーン | 日本文学者                                                 |
| 80       | 2006年（平成18年）10月1日 | 辻清明           | 陶芸家                                                     |
| 81       | 2006年（平成18年）10月1日 | 西山鴻月         | 押絵羽子板職人                                             |
| 82       | 2007年（平成19年）10月1日 | 加瀬三郎         | 折り紙作家                                                 |
| 83       | 2007年（平成19年）10月1日 | 多湖輝           | 心理学者（元心の東京革命推進協議会長）                     |
| 84       | 2007年（平成19年）10月1日 | 松平康隆         | バレーボール選手                                           |
| 85       | 2008年（平成20年）10月1日 | 川淵三郎         | サッカー選手（元日本サッカー協会長）                       |
| 86       | 2008年（平成20年）10月1日 | 松本源之助       | 江戸里神楽師                                               |
| 87       | 2009年（平成21年）9月24日 | 王貞治           | プロ野球選手                                               |
| 88       | 2009年（平成21年）9月24日 | 加藤一冑         | 甲冑師                                                     |
| 89       | 2010年（平成22年）10月1日 | 安達雅一         | 染色家                                                     |
| 90       | 2010年（平成22年）10月1日 | 川崎富作         | 医師（川崎病発見者）                                       |
| 91       | 2010年（平成22年）10月1日 | 7代目中村芝翫    | 歌舞伎役者                                                 |
| 92       | 2011年（平成23年）10月1日 | 小野喬           | 体操競技選手                                               |
| 93       | 2011年（平成23年）10月1日 | 水木しげる       | 漫画家                                                     |
| 94       | 2012年（平成24年）10月1日 | 北浦雅子         | 社会事業家（社会福祉法人全国重症心身障害児(者)を守る会長） |
| 95       | 2012年（平成24年）10月1日 | 山田禎一         | 医師（元特定医療法人研精会理事長）                         |
| 96       | 2013年（平成25年）10月1日 | 岡野俊一郎       | サッカー選手（元日本サッカー協会長）                       |
| 97       | 2013年（平成25年）10月1日 | 三浦雄一郎       | 登山家                                                     |
| 98       | 2013年（平成25年）10月1日 | 森英恵           | ファッションデザイナー                                     |
| 99       | 2014年（平成26年）10月1日 | 長嶋茂雄         | プロ野球選手                                               |
| 100      | 2014年（平成26年）10月1日 | 三橋國民         | 造形作家                                                   |
| 101      | 2014年（平成26年）10月1日 | 山田洋次         | 映画監督                                                   |
| 102      | 2015年（平成27年）10月1日 | 中根喜三郎       | 釣り竿職人                                                 |
| 103      | 2015年（平成27年）10月1日 | 福原義春         | 実業家（元資生堂社長）                                     |
| 104      | 2015年（平成27年）10月1日 | 八千草薫         | 俳優                                                       |
| 105      | 2016年（平成28年）10月1日 | 大村智           | 化学者（ノーベル生理学・医学賞受賞者）                     |
| 106      | 2016年（平成28年）10月1日 | 小澤征爾         | 指揮者                                                     |
| 107      | 2016年（平成28年）10月1日 | 三宅義信         | 重量挙げ選手                                               |
| 108      | 2017年（平成29年）10月1日 | 有馬朗人         | 物理学者（元東京大学総長）                                 |
| 109      | 2017年（平成29年）10月1日 | 猪谷千春         | アルペンスキー選手                                         |
| 110      | 2017年（平成29年）10月1日 | 草間彌生         | 芸術家                                                     |
| 111      | 2017年（平成29年）10月1日 | 黒柳徹子         | 俳優                                                       |
| 112      | 2018年（平成30年）10月1日 | 奥山峰石         | 金工家                                                     |
| 113      | 2018年（平成30年）10月1日 | 笹本恒子         | 写真家                                                     |
| 114      | 2018年（平成30年）10月1日 | 美輪明宏         | 歌手                                                       |
| 115      | 2019年（令和元年）10月1日 | 赤松良子         | 政治家（元文部大臣、日本ユニセフ協会会長）                 |
| 116      | 2019年（令和元年）10月1日 | さいとう・たかを | 漫画家                                                     |
| 117      | 2019年（令和元年）10月1日 | 三宅一生         | ファッションデザイナー                                     |
| 118      | 2020年（令和2年）10月1日  | 石井幹子         | 照明デザイナー                                             |
| 119      | 2020年（令和2年）10月1日  | 瀧澤利夫         | 江戸切子職人                                               |
| 120      | 2020年（令和2年）10月1日  | 横尾忠則         | 美術家                                                     |
| 121      | 2021年（令和3年）10月1日  | 宇井理生         | 生化学者                                                   |
| 122      | 2021年（令和3年）10月1日  | 小田島雄志       | 英文学者                                                   |
| 123      | 2021年（令和3年）10月1日  | 室井摩耶子       | ピアニスト                                                 |
| 124      | 2022年（令和4年）10月1日  | 石井ふく子       | テレビプロデューサー・舞台演出家                           |
| 125      | 2022年（令和4年）10月1日  | 早田卓次         | 体操選手（日本大学名誉教授）                               |
| 126      | 2022年（令和4年）10月1日  | 本多一夫         | 劇場経営者（本多劇場）・俳優                               |
| 127      | 2023年（令和5年）10月1日  | 今井通子         | 登山家・医師                                               |
| 128      | 2023年（令和5年）10月1日  | 中村メイコ       | 俳優                                                       |
| 129      | 2023年（令和5年）10月1日  | 堀田力           | 検察官・弁護士・福祉事業家                                 |
| 130      | 2024年（令和6年）10月1日  | 澤井伸           | 織布工                                                     |
| 131      | 2024年（令和6年）10月1日  | 仲代達矢         | 俳優                                                       |
| 132      | 2024年（令和6年）10月1日  | 両川船遊         | 人形遣い、江戸写し絵師                                     |